# Bátka
Bátka je obec na Slovensku v okrese Rimavská Sobota. Žije zde 849 obyvatel. V obci se nachází reformovaný kostel z roku 1808, který byl přestavěn v roce 1908.

## Historie
První písemná zmínka o obci pochází z roku 1294.